# 요제프 비어비흘러

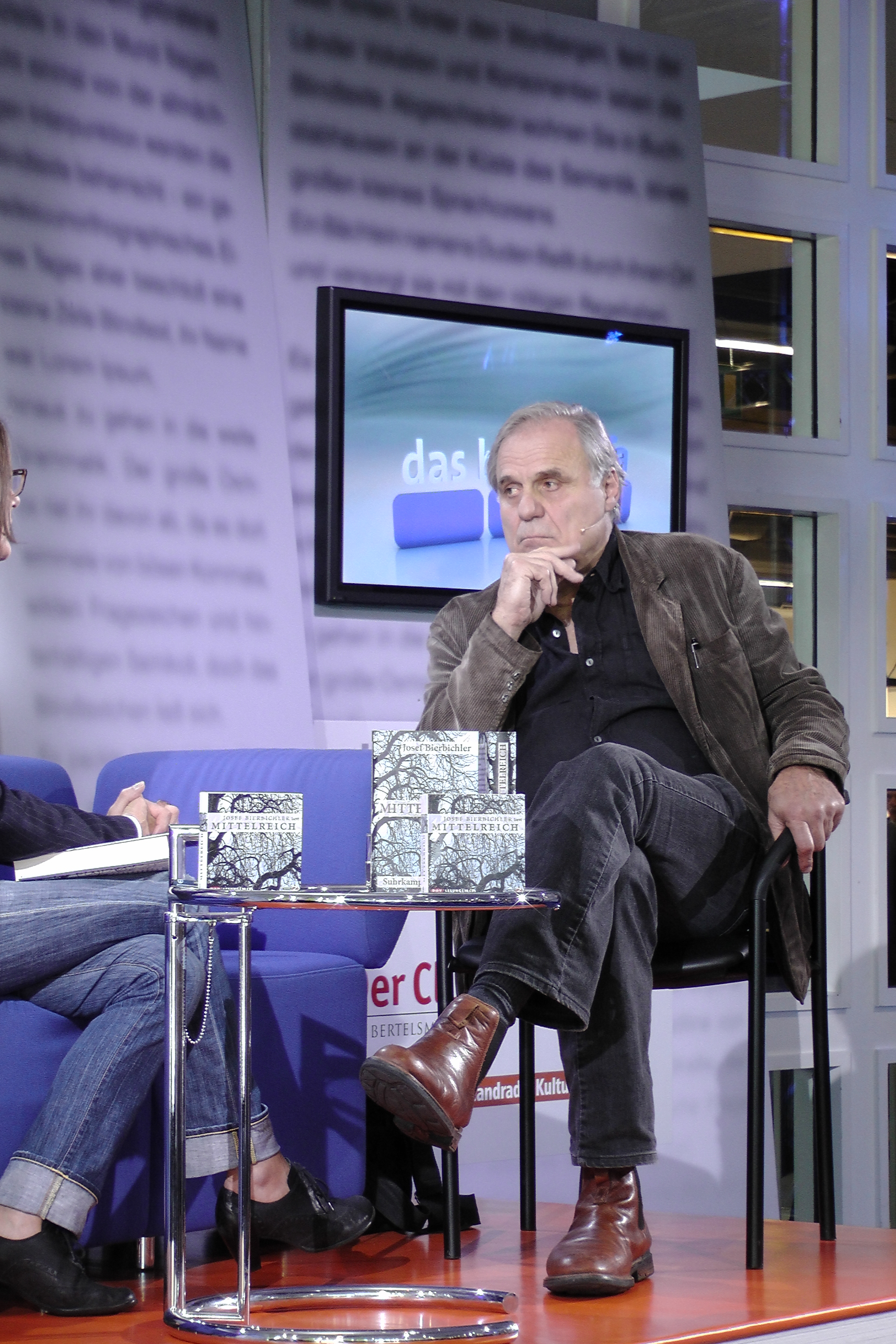

요제프 비어비흘러(독일어: Josef Bierbichler, 1948년 4월 26일 ~ )는 독일의 배우이다.

## 영화
- 츠바이 헤른 임 안주그 (2018년)
- 돈 룩 앳 미 댓 웨이 (2015년)
- 란다우어 (2014년)
- 감독 미카엘 하네케 (2013년)
- 페르디난트 폰 쉬라흐 크라임, 에피소드: 타나타스 티 볼 (2012년)
- 페르디난트 폰 쉬라흐 크라임, 에피소드: 셀프 디펜스 (2012년)
- 브랜드 (2011년)
- 도이칠란트 09 - 13 크루제 필름 주르 라지 바더 네이션 (2009년)
- 더 본 맨 (2009년)
- 하얀 리본 (2009년)
- 아키텍트 (2008년) - 게르오그 윈터 역
- 작년 겨울 (2008년) - 맥스 홀랜더 - 말러 역
- 미지의 코드 (2000년)
- 겨울잠 자는 사람들 (1997년)
- 에머 렌즈의 첫경험 (1991년)
- 보이체크 (1979년)
- 크리스타 클라게스의 두번째 각성 (1978년)
- 유리의 심장 (1976년)